# Tovsta, Horodîșce
Tovsta (în ucraineană Товста) este o comună în raionul Horodîșce, regiunea Cerkasî, Ucraina, formată numai din satul de reședință.

## Demografie
Componența lingvistică a comunei Tovsta
     Ucraineană (97,72%)
     Alte limbi (0,57%)
Conform recensământului din 2001, majoritatea populației comunei Tovsta era vorbitoare de ucraineană (97,72%), existând în minoritate și vorbitori de armeană (1,71%).